# Copla andaluza
Die Copla andaluza ist ein Genre der spanischen Unterhaltungsmusik, das sich in den 1930er Jahren aus dem Canción andaluza, einem Subgenre des Canción lirico des 19. Jahrhunderts, dem Cuplé und populären Gattungen der spanischen Bühnenmusik, wie Tonadilla und Zarzuela entwickelte. Obwohl die Copla andaluza thematisch und stilistisch auf Andalusien verweist, wird sie auch als Canción española bezeichnet.

## Geschichte und Interpreten

### Die Copla bis zum Beginn der Franco-Diktatur (1939)
Als direkter Vorläufer der Copla andaluza gilt das Cuplé, eine spanische Variante des aus Frankreich nach Spanien gekommenen Couplets. Nachdem dieses Genre in Spanien lange Zeit als frivol galt, gelang es nach dem Ersten Weltkrieg vor allem Raquel Meller (1888–1962) und Imperio Argentina (1906–2003) das Cuplé gesellschaftlich akzeptabel zu machen und über die spanischen Landesgrenzen hinaus zu popularisieren.
Aus der Zusammenarbeit des für die Geschichte der Copla einflussreichsten Künstlertrios, bestehend aus dem Poeten Rafael de León (1908–1982), dem Autor Antonio Quintero (1895–1977) und dem Komponisten Manuel López-Quiroga (1899–1988) entstanden im Jahr 1931 die ersten Coplas (unter ihnen La Lirio und Mañana Sale) für Concha Piquer (1908–1990). Der wichtigste männliche Interpret der Copla in den 1930er Jahren war Miguel de Molina (1908–1993), der seit seiner Flucht 1942 vor dem Franco-Regime bis zu seinem Tod in Argentinien lebte.

#### Kompositionen
- Cuna Cañi (Bolaños, Durán und O. De Villajos) für Pastora Imperio - 1928 (weitere Versionen: Lola Flores, Isabel Pantoja u. a.)
- Maria de la O (León, Valverde und Quiroga) für Estrellita Castro - 1933 (weitere Versionen: Lola Flores, Isabel Pantoja, Marifé de Triana u. a.)
- Suspiro de España (Quintero, León und Quiroga) für Estrellita Castro - 1936 (weitere Versionen: Dyango, Rocío Jurado u. a.)
- El día que nací yo (Quintero, Guillén und Mostazo) für Imperio Argentina - 1936 (weitere Versionen: Gloria Romero, Plácido Domingo u. a.)
- Ojos Verdes (Valverde, León und Quiroga) für Concha Piquer - 1937 (weitere Versionen: Jonás Cámpos, Miguel de Molina, Rocío Jurado, Plácido Domingo u. a.)

### Nachkriegsjahre und Diktatur
Nach dem Ende des Spanischen Bürgerkriegs erhielt die Musik des spanischen Südens zunehmend den Status einer „Nationalmusik“, was dazu beitrug, dass die Bezeichnungen Copla andaluza und Canción Española zum Synonym wurden. Pasodobles torreros wie Francisco Alegre und Capote de Grana y Oro wurden zu riesigen Erfolgen und zelebrierten den Stierkampf als spanisches Kulturerbe.
Die Sängerin und Tänzerin Lola Flores (1923–1995) verkörperte durch ihre intuitiven Interpretationen und ihren provokanten Lebensstil den Prototyp der temperamentvollen Andalusierin. In den 1940er Jahren bildete sie mit Manolo Caracol (1909–1973) das populärste Copla-Paar der Geschichte.

#### Weitere Interpreten
- Antonio Molina (1928–1992)
- Paquita Rico (1929–2017)
- Carmen Sevilla (1930–2023)
- Manolo Escobar (1931–2013)
- Marujita Díaz (1932–2015)
- Gracia Montes (1936–2022)
- Marifé de Triana (1936–2013)

#### Kompositionen
- Tatuaje (Valerio, Quiroga und León) für Concha Piquer - 1941 (weitere Versionen: Gloria Romero, María Lozano, Verónica Rojas u. a.)
- La Niña de Fuego (Quintero, León und Quiroga) für Manolo Caracol - 1944 (weitere Versionen: Joana Jimenez, Antonio Cortés u. a.)
- La Zarzamora (Quintero, León und Quiroga) für Lola Flores - 1946 (weitere Versionen: Rocío Jurado, Isabel Pantoja u. a.)
- Francisco Alegre (Quintero, León und Quiroga) für Juana Reina - 1948 (weitere Versionen: Isabel Pantoja, Charo Reina u.a)
- Romance de la Reina Mercedes (Quintero, León und Quiroga) für Concha Piquer - 1948 (weitere Versionen: Paquita Rico, Mercedes Ríos u. a.)
- Pena penita Pena (Quintero, León und Quiroga) für Luisa Ortega - 1950 (weitere Versionen: Lola Flores, Antonio Cortés u. a.)
- Carmen de España (Quintero, León und Quiroga) für Juana Reina - 1952 (weitere Versionen: Rocío Jurado, Carmen Sevilla u. a.)
- Soy Minero (Perelló und Montorio) für Antonio Molina - 1955 (weitere Versionen: Hakim, David Bisbal u. a.)
- El Emigrante (Salazar, Quezada und Valderrama) für Juanito Valderrama - 1956 (weitere Versionen: Antonio Cortés, Alejandra Rodriguez u. a.)
- Amante de abril y mayo (Quintero, León und Quiroga) für Concha Piquer - 1957 (Weitere Versionen: Rocío Jurado u. a.)
- Poema de mi Soledad (León und Solano) für Gracia Montes - 1961 (weitere Versionen: Rosa Marín u. a.)
- Mi Salamanca (Sálazar, Gómez und Pitto) für Rafael Farina - 1962 (weitere Versionen: Alejandra Rodriguez, Àlvaro Vizcaino u. a.)
- Tengo Miedo (León und Solano) für El Príncipe Gitano - 1964 (weitere Versionen: Lola Flores, Rocío Jurado, Marifé de Triana u. a.)
- El Clavel (León, Segura und Solano) für Rocío Jurado - 1970 (weitere Versionen: Isabel Pantoja, Sandra Arco u. a.)

### Die Copla nach dem Ende der Diktatur
Nach dem Tod Francos geriet die Copla in den Jahren des Übergang Spaniens zur Demokratie zunehmend in die Kritik, da sie mit der Zeit des Franco-Regimes in Verbindung gebracht wurde und ideologisch als reaktionär galt. Als wesentlicher Erneuerer der Copla gilt der 2000 im Alter von 54 Jahren verstorbene granadinische Sänger, Komponist und Poet Carlos Cano. Er befreite die Copla vom Ruch des Franquismo, indem er alte Coplas in neuer Form interpretierte. In Zusammenarbeit mit dem Literaten Antonio Burgos schuf er 1987 mit der Komposition Habaneras de Cádiz einen Klassiker der modernen Copla.
Konservative Bedürfnisse nach Nostalgie statt Erneuerung befriedigte Isabel Pantoja (1956), die 1978 in der TV-Show Cantares debütierte. Sie gilt als direkte Erbin des Stils von Juana Reina und zelebrierte mit teuren Kleidern und großen Shows die Copla als opernartiges Genre. Carlos Herrera, ein Freund Canos, organisierte 1990 die Show Las Coplas. Im Jahr 1992 wurde für die Expo92 in Sevilla das Copla-Musical Azabache aufgeführt, in dem unter anderem Rocío Jurado (1946–2006), Juana Reina und die damalige Neuentdeckung María Vidal auftraten.

#### Kompositionen
- Aquella Carmen (León und Solano) für Isabel Pantoja - 1981 (weitere Versionen: Mila Balsera, Rocío Guerra u. a.)
- Lo saben (León und Solano) für María Vidal - 1982
- Pastora Imperio (León und Solano) für Rocío Jurado - 1988 (weitere Versionen: Sandra Arco, Eríka Leiva u. a.)
- La copla en mi voz (De Juan und Marvizón) für Patricia Vela - 1993 (weitere Versionen: Jonas Campos u. a.)

### Die Copla im 21. Jahrhundert
Im Jahr 2007 erfuhr das Genre durch die Show Se llama Copla eine Renaissance. Im gleichen Jahr nahm der Opernsänger Plácido Domingo die CD Pasión española auf, in der er Coplas wie Antonio Vargas Heredia, Ojos verdes und El día que nací yo sang. Im Frühjahr 2009 widmete dann die Spanische Nationalbibliothek der Geschichte und Entwicklung des Genres als kulturellem Erbe Spaniens eine Ausstellung mit zahlreichen Zeitdokumenten wie Plakaten, Partituren, Fotos, Werbematerialien, Tonträgern und Filmausschnitten. Die Ausstellung wurde von mehreren Konzerten und Podiumsdiskussionen zum Thema begleitet.
Pastora Soler (1978), Diana Navarro (1978), Concha Buika und schillernde Persönlichkeiten wie Martirio oder Falete sind Vertreter einer neuen Künstlergeneration, die sich nicht mehr auf ein bestimmtes musikalisches Genre festlegen lassen wollen und sowohl mit Neuinterpretationen klassischer Coplas, als auch mit modernen Pop-Kompositionen oder als Flamenco-Interpreten (wie der 1973 geborene Katalane Miguel Poveda) große Erfolge feiern konnten.

### Die Flamenco-Copla
Manolo Caracol (1909–1973) und Rafael Farina gehörten in den 1940er Jahren zu den ersten Flamencointerpreten, die Coplas im Flamenco-Stil sangen. Weitere erfolgreiche Vertreter dieses Stils waren Angelillo (1908–1973) und Juanito Valderrama (1916–2004).

## Die Copla in Film und Fernsehen
Nachdem Künstlerinnen wie Raquel Meller, Pastora Imperio oder La Argentinita bereits in Stummfilmen mitgewirkt hatten, gilt die spanisch-französischen Koproduktion La bodega (Uraufführung 1930, Regie Benito Perojo) mit Concha Piquer als erster Film mit Tonaufnahmen einer Copla-Sängerin. In den 1950er Jahren wurden zahlreiche Copla-Spielfilme gedreht, so auch mit den damaligen Kinderstars Joselito (* 1943) und Marisol (* 1948).

### Filmographie (Auswahl)
- Embrujo mit Lola Flores und Manolo Caracol (1946)
- Lola la Piconera mit Juanita Reina (1951)
- El pescador de Coplas mit Antonio Molina (1954)
- Saeta del ruiseñor mit Joselito (1957)
- Maria de la O mit Carmen Amaya und Pastora Imperio (1936), Neuverfilmung mit Lola Flores (1958)
- ¿Dónde vas, Alfonso XII? mit Paquita Rico (1958)
- Un rayo de luz mit Marisol (1960)
- Puente de Coplas mit Antonio Molina und Rafael Farina (1961)
- El alma de la copla mit El Principe Gitano, Adelfa Soto, La Niña de la Puebla (1964)

Der spanische Spielfilm La niña de tus ojos (1998, mit Penélope Cruz) entwickelt seine Handlung vor dem Hintergrund von Dreharbeiten zu einer spanisch-deutschen Koproduktion im Nazi-Deutschland des Jahres 1939 und spielt damit auf die Entstehungsgeschichte des Films Suspiros de España mit Estrellita Castro an, dessen Dreharbeiten aufgrund des Spanischen Bürgerkriegs ebenfalls in Deutschland stattfanden.

### Cantares
Zwischen Februar und Dezember 1978 präsentierte TVE das der Copla und ihren Interpreten gewidmete Programm Cantares, das wöchentlich jeweils freitags gesendet wurde. Moderator war der Journalist Lauren Postigo. Im Publikum saßen Stars wie Paco de Lucía, Marian Conde und die Komponisten Juan Solano, Manuel Quiroga und der Copla-Dichter Rafael de León.

### Se llama Copla
Die Sendung Se llama Copla war ein Gesangswettbewerb, der zwischen 2007 und 2016 regelmäßig im andalusischen Fernsehen Canal Sur ausgestrahlt wurde. Das Programm erzielte hohe regionale Einschaltquoten und förderte die Karrieren etlicher Teilnehmer, die zum Teil bereits zuvor professionell tätig gewesen waren. Die 1977 in Sevilla geborene Flamencotänzerin und Sängerin Joana Jiménez, die bereits als Kind ihre erste Schallplatte veröffentlicht hatte, wurde die Gewinnerin der ersten Staffel (2007/2008). Ebenso erfolgreich wurden der Zweitplatzierte Antonio Cortés, der im Finale der 4. Staffel eine Goldene Schallplatte für seine CD Lo que a mi me esta pasando erhielt, und die Dritte der 1. Staffel, Eríka Leiva (1986). Die damals 16-jährige Laura Gallego (1991) wurde die Gewinnerin der 2. Staffel (2008/2009). Fran Doblas (1992) und Jonathan Santiago (La Línea de la Concepción, 1989) waren in der 4. und 5. Staffel die ersten männlichen Sieger des Wettbewerbs. Die letzten Staffeln der Jahre 2013 bis 2016 wurden mit den Gewinnern María Espinosa (Lora del Río, 1996), Mari Carmen González Vento (Cartaya, 1997), Cristian Coto (Lebrija, 1998) und Alba Gallardo Jiménez (El Puerto de Santa María, 1998) von sehr jungen, kurz vor der Jahrtausendwende geborenen Nachwuchskünstlern dominiert.
Die Jury bestand aus dem Musiker und Schriftsteller Pive Amador (Sevilla, 1950) und dem Copla-Experten und Journalisten Hilario López Millán sowie wechselnden Gast-Juroren. Das Programm wurde durch Auftritte etablierter Künstler wie Marifé de Triana, Diana Navarro oder Rosa López ergänzt. Im Jahr 2009 erhielten die Produzenten von Se llama Copla für eine CD/DVD Box mit der Aufzeichnung eines Konzerts im Olympiastadion von Sevilla am 22. Mai 2009, bei dem fast 40.000 Besucher anwesend waren, eine Goldene Schallplatte.